# Made in Britain
Pour plus de détails, voir Fiche technique et Distribution.
Made in Britain est un téléfilm britannique écrit par David Leland et réalisé par Alan Clarke en 1982, et réédité en DVD (en VO avec sous-titres français) en 2011.

## Synopsis
Trevor, un jeune skinhead de 16 ans empli de haine, est condamné à un placement de 6 semaines dans un centre social pour vol, violence raciale et dégradations d'habitations. Il est alors suivi par Harry Parker, qui va tout faire pour le faire changer de voie. Mais Trevor tient à sa liberté...

## Propos
Le film aborde les questions de l'exclusion et de la violence de jeunes marginalisés du fait de leur origine sociale, et l'impuissance des différents relais éducatifs et psychologiques pour y faire face. Quel que soit le biais par lequel on l'aborde, Trevor ne peut qu'exister en détruisant et en réduisant toutes ses chances de réinsertion à zéro. Outre ses qualités artistiques et dramatiques, il constitue à la manière d'un documentaire, un document professionnel (éducateurs, assistants sociaux, psychologues, pédopsychiatres, autorité scolaires) majeur pour les questions - sans cesse d'actualité - sur la délinquance juvénile et l'exclusion. 

## Distribution
- Tim Roth : Trevor
- Eric Richard (en) : Harry Parker
- Terry Richards : Errol